# Дочка
Дочка́, розм. до́нька — дівчина/жінка стосовно до своїх батьків; дитина жіночої статі.

## Етимологія
Українське «дочка» походить через д.-рус. дъчи (род. відм. дъчере) від прасл. *dъkti (род. відм. *dъktere). Слов'янські слова зі значенням «дочка» є споріднені з лит. dukra, нім. Tochter, нід. dochter, дан. datter, швед. dotter, англ. daughter, тадж. духтари, перс. دختر, «духтар». Праіндоєвропейську форму реконструюють як *dhughəter; можливо, воно пов'язане з коренем *dheugh («доїти») — тобто, «та, що доїть» (пор. дав.-інд. duhita — «дочка» і duh — «доїти»), але питання залишається остаточно не з'ясованим.
У давньоруській мові дъчи (як і праслов'янське *dъkti) відмінювалося аналогічно мати (*mati): дъчи, дъчере, дъчери, дъчерь, дъчерью, дъчере, називний відмінок множини дъчери тощо. Українська форма з прикінцевим «-ка» виникла як зменшена до дъчи (*дъчка), і стала відмінюватися як іменник І відміни. Так само змінилася форма слова і парадигма відмінювання в польській мові: праслов. *dъkti > ст.-пол. cora > ст.-пол. córa > córa +‎ -ka > пол. córka.
Варіант «донька» з'явився внаслідок сприйняття кореневого «-ч» як зменшувального суфікса із заміною його на інший зменшувальний суфікс «-н».
Доданням приставки *pa- до *dъkti утворене слово, що позначає нерідну дочку — «падчерка» («падчірка»).
Зменшено-пестливі форми — «донька», «доця», «донечка», «дочечка».

## Споріднені терміни
- Хрещена дочка — похресниця, хрещениця, дівчин(к)а чи жінка стосовно своїх хрещених батьків
- Названа дочка або прийомна дочка — дівчинка, яку взяли на виховання, прийняли за свою дочку, удочерили; приймачка
- Молочна дочка — жінка, вигодована у дитинстві нерідною матір'ю (молочною матір'ю), стосовно молочної матері

## У культурі
- Іфігенія
- Електра — дочка Агамемнона й Клітемнестри, що помстилася своїй матері за вбивство батька

## Інше
- Дочірнє підприємство — суб'єкт господарювання
- Слово «філія», яким називають відокремлений підрозділ юридичної особи, походить від лат. filia — «дочка»